# António Carvalho
António Ferreira Carvalho (São Paio de Oleiros, districte d'Aveiro, 25 d'octubre de 1989) és un ciclista portuguès, professional des del 2013 i actualment a l'equip W52-FC Porto.

## Palmarès
- 2010
  - Vencedor d'una etapa a la Volta a Portugal del Futur
- 2011
  - Vencedor d'una etapa al Gran Premi Abimota
- 2013
  - 1r a la Volta a Portugal del Futur i vencedor d'una etapa
  - Vencedor d'una etapa a la Volta a l'Alentejo
- 2015
  - 1r al Gran Premi Jornal de Notícias i vencedor d'una etapa
- 2016
  - Vencedor d'una etapa al Gran Premi Jornal de Notícias